# Psychologie sportive

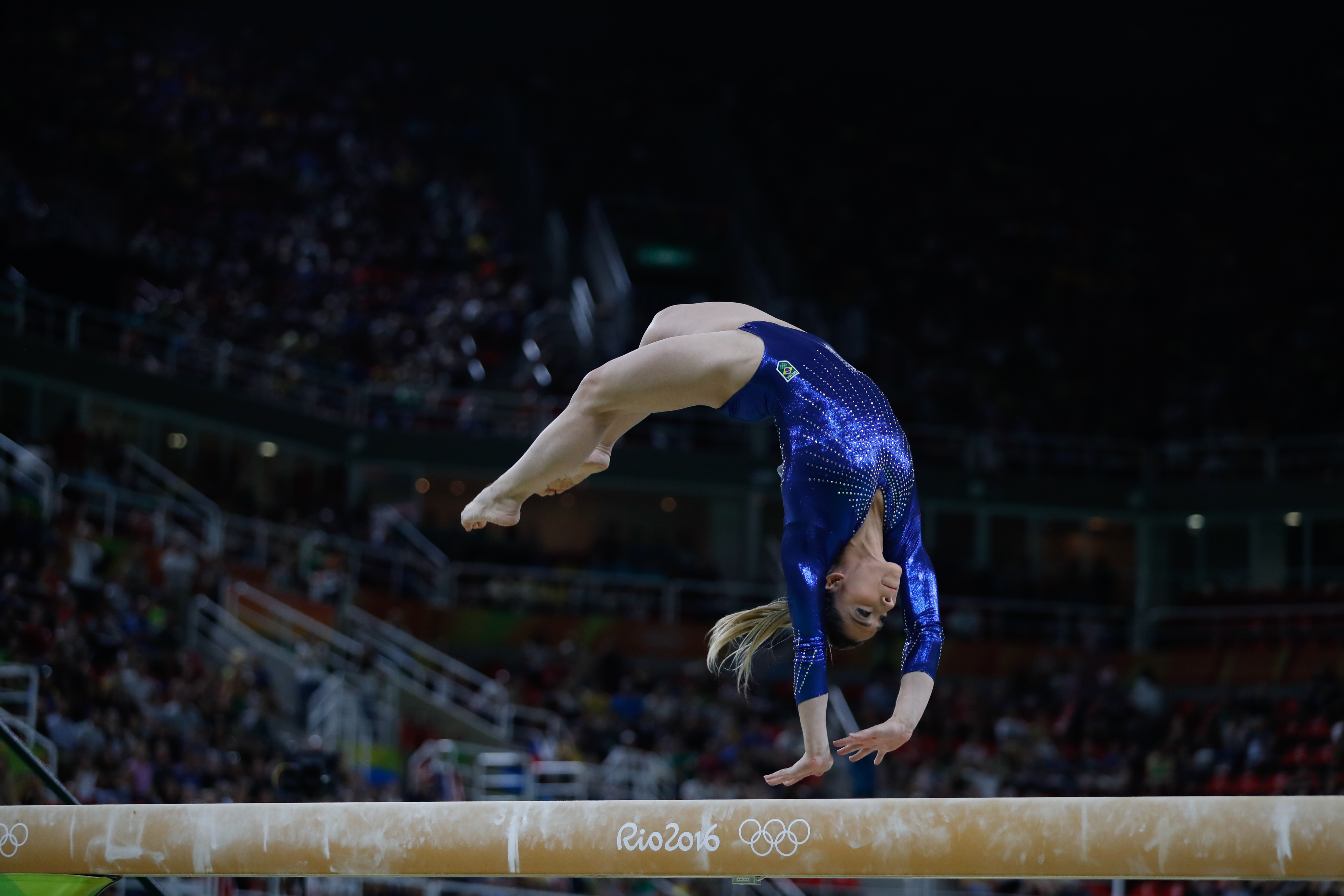
L'état de flow

La psychologie sportive est une spécialité de la psychologie du sport qui étudie les facteurs psychologiques affectant la performance dans le sport. Elle s'applique également à l'optimisation du bien-être psychologique des athlètes. En améliorant les aspects émotionnels des athlètes, cette discipline cherche à comprendre comment les participants peuvent atteindre leur plein potentiel lors des compétitions. En plein essor depuis de nombreuses années, cette discipline, ancrée dans les sciences de la psychologie et au Sciences et Techniques des Activités Physiques et Sportives ( STAPS), s'étend également aux sciences du management. Elle contribue significativement au perfectionnement émotionnelle des cadres d'entreprise, des entrepreneurs et d'autres professionnels.

## Histoire
La psychologie sportive a émergé comme une discipline distincte au début du XXe siècle, avec les premières recherches importantes réalisées par Coleman Griffith aux États-Unis dans les années 1920. Depuis lors, elle s'est développée pour inclure diverses approches et techniques psychologiques adaptées au contexte sportif.

## Principes Fondamentaux
Ce domaines explorent plusieurs principaux domaines d'intérêt :
- La motivation : Comprendre les facteurs qui motivent les athlètes à exceller, à persévérer et à gérer l'échec.

- La confiance en soi : Aider les athlètes à développer et maintenir une confiance en leurs capacités sportives.

- La cohésion d'équipe : Examiner comment les relations et la dynamique de groupe affectent la performance sportive.

- La Gestion du stress et de l'anxiété : Techniques pour aider les athlètes à gérer la pression des compétitions.

## Recherches scientifiques

### Psychologie Sportive et Management
Le modèle de la psychologie sportive a également été adapté au domaine du management. Cette adaptation consiste à transposer les aspects émotionnels qui permettent aux athlètes de haut niveau d'exceller, dans le contexte du management. Parmi les contributions significatives à ce domaine, on trouve les travaux de Terry Orlick, qui a développé le concept de " The Wheel of Excellence" . Ce modèle met en lumière l'importance de la concentration et de l'équilibre de ses supports pour améliorer la performance. D'autres modèles existent tels que le modèle du Corporate Athlete de Jim Loehr et Tony Shwartz  qui se concentre sur la gestion des différentes formes d'énergie, telles que l'énergie physique, psychologique, spirituelle et mentale.

### Application et implication au management
La recherche a confirmé que la préparation psychologique des sportifs de haut niveau développe des ressources psychologiques qui augmentent leurs capacités lors des compétitions. L'application de cette préparation au management a démontré qu'elle est tout aussi pertinente pour les managers, leur permettant de mieux faire face aux défis et d'atteindre l'excellence opérationnelle. De même, les travaux de l'INSEP ont montré que la gestion inadéquate de l'anxiété chez les sportifs de haut niveau peut altérer la performance en affectant la concentration et l'attention. Dans la même lignée de pensée, le transfert de ces concepts au monde du management révèle que, dans un contexte professionnel, comprendre et gérer l'anxiété cognitive et somatique peut significativement améliorer l'exécution des tâches et la prise de décision.
Un autre élément central de cette discipline est le concept de la Zone Optimale de Performance (ZOP) dans le sport, également appelé flow,en management. Il s'agit d'un état de concentration intense où les individus sont entièrement immergés dans une activité, ce qui mène à une performance et une satisfaction maximales. Ce concept favorise la réalisation d'un état psychologique optimal pour améliorer la performance.

## Personnalités Liées à la Psychologie Sportive
La psychologie sportive a été façonnée par de nombreux chercheurs et praticiens dont les contributions ont défini et développé ce domaine. Terry Orlick est particulièrement reconnu pour ses études sur la concentration mentale et la performance optimale, explorant comment les athlètes peuvent atteindre un état de "Zone", caractérisé par une concentration extrême et une performance accrue.
Les recherches de Jim Loehr et Tony Schwartz ont apporté des éclairages importants sur la gestion de l'énergie en relation avec la performance. Leur recherche souligne l'importance de l'équilibre entre le stress et la récupération pour maintenir de hautes performances dans les sports et les milieux professionnels. Ils ont co-écrit The Power of Full Engagement, qui offre des stratégies pour optimiser la performance à travers la gestion de l'énergie physique, émotionnelle, mentale et spirituelle.
Parmi d'autres contributeurs importants, Dr. Fabrice Lollia, spécialiste en psychologie sportive, a notablement influencé ce champ, particulièrement dans l'application des principes de la discipline au management et au leadership, en se concentrant sur un contexte panafricain. Son travail cherche à intégrer les techniques de préparation mentale et les stratégies de performance optimale dans le développement professionnel des cadres et des leaders d'entreprise.